# Personnages de The King of Fighters
| LÉGENDE | LÉGENDE                 |
| ------- | ----------------------- |
| Oui     | Personnage jouable      |
| Yes     | Personnage « Striker »  |
| Non     | Personnage absent       |
| Abs.    | Personnage non-existant |

Cette page présente la liste des personnages de la série de jeux de baston The King of Fighters, créée par SNK.

## Personnages par série

### SagaThe King of Fighters
| The King of Fighters '94-'97 / ARC OROCHI | The King of Fighters '94-'97 / ARC OROCHI | The King of Fighters '94-'97 / ARC OROCHI  | The King of Fighters '94-'97 / ARC OROCHI  | The King of Fighters '94-'97 / ARC OROCHI  | The King of Fighters '94-'97 / ARC OROCHI  | The King of Fighters '94-'97 / ARC OROCHI  | The King of Fighters '94-'97 / ARC OROCHI  | The King of Fighters '94-'97 / ARC OROCHI  | The King of Fighters '94-'97 / ARC OROCHI  | The King of Fighters '94-'97 / ARC OROCHI  | The King of Fighters '94-'97 / ARC OROCHI  | The King of Fighters '94-'97 / ARC OROCHI  | The King of Fighters '94-'97 / ARC OROCHI  | The King of Fighters '94-'97 / ARC OROCHI  | The King of Fighters '94-'97 / ARC OROCHI  | The King of Fighters '94-'97 / ARC OROCHI  |
| Personnage                                | Personnage                                | Apparitions en tant que personnage jouable | Apparitions en tant que personnage jouable | Apparitions en tant que personnage jouable | Apparitions en tant que personnage jouable | Apparitions en tant que personnage jouable | Apparitions en tant que personnage jouable | Apparitions en tant que personnage jouable | Apparitions en tant que personnage jouable | Apparitions en tant que personnage jouable | Apparitions en tant que personnage jouable | Apparitions en tant que personnage jouable | Apparitions en tant que personnage jouable | Apparitions en tant que personnage jouable | Apparitions en tant que personnage jouable | Apparitions en tant que personnage jouable |
| Nom                                       | Nationalité                               | '94                                        | '95                                        | '96                                        | '97                                        | '98                                        | '99                                        | 2000                                       | 2001                                       | 2002                                       | 2003                                       | XI                                         | XII                                        | XIII                                       | XIV                                        | XV                                         |
| ----------------------------------------- | ----------------------------------------- | ------------------------------------------ | ------------------------------------------ | ------------------------------------------ | ------------------------------------------ | ------------------------------------------ | ------------------------------------------ | ------------------------------------------ | ------------------------------------------ | ------------------------------------------ | ------------------------------------------ | ------------------------------------------ | ------------------------------------------ | ------------------------------------------ | ------------------------------------------ | ------------------------------------------ |
| Kyo Kusanagi                              | Japon                                     | Oui                                        | Oui                                        | Oui                                        | Oui                                        | Oui                                        | Oui                                        | Oui                                        | Oui                                        | Oui                                        | Oui                                        | Oui                                        | Oui                                        | Oui                                        | Oui                                        | Oui                                        |
| Iori Yagami                               | Japon                                     | Abs.                                       | Oui                                        | Oui                                        | Oui                                        | Oui                                        | Oui                                        | Oui                                        | Oui                                        | Oui                                        | Oui                                        | Oui                                        | Oui                                        | Oui                                        | Oui                                        | Oui                                        |
| Benimaru Nikaido                          | Japon                                     | Oui                                        | Oui                                        | Oui                                        | Oui                                        | Oui                                        | Oui                                        | Oui                                        | Oui                                        | Oui                                        | Oui                                        | Oui                                        | Oui                                        | Oui                                        | Oui                                        | Oui                                        |
| Goro Daimon                               | Japon                                     | Oui                                        | Oui                                        | Oui                                        | Oui                                        | Oui                                        | Yes                                        | Yes                                        | Oui                                        | Oui                                        | Oui                                        | Non                                        | Oui                                        | Oui                                        | Oui                                        | Non                                        |
| Leona Heidern                             | Inconnu                                   | Abs.                                       | Abs.                                       | Oui                                        | Oui                                        | Oui                                        | Oui                                        | Oui                                        | Oui                                        | Oui                                        | Oui                                        | Non                                        | Oui                                        | Oui                                        | Oui                                        | Oui                                        |
| Mature                                    | Inconnu                                   | Abs.                                       | Abs.                                       | Oui                                        | Non                                        | Non                                        | Non                                        | Yes                                        | Non                                        | Oui                                        | Non                                        | Non                                        | Oui                                        | Oui                                        | Oui                                        | Non                                        |
| Vice                                      | Inconnu                                   | Abs.                                       | Abs.                                       | Oui                                        | Non                                        | Oui                                        | Non                                        | Yes                                        | Non                                        | Oui                                        | Non                                        | Non                                        | Non                                        | Oui                                        | Oui                                        | Non                                        |
| Chang Koehan                              | Corée du Sud                              | Oui                                        | Oui                                        | Oui                                        | Oui                                        | Oui                                        | Oui                                        | Oui                                        | Oui                                        | Oui                                        | Oui                                        | Non                                        | Non                                        | Non                                        | Oui                                        | Non                                        |
| Choi Bounge                               | Corée du Sud                              | Oui                                        | Oui                                        | Oui                                        | Oui                                        | Oui                                        | Oui                                        | Oui                                        | Oui                                        | Oui                                        | Oui                                        | Non                                        | Non                                        | Non                                        | Oui                                        | Non                                        |
| Chin Gentsai                              | Chine                                     | Oui                                        | Oui                                        | Oui                                        | Oui                                        | Oui                                        | Oui                                        | Oui                                        | Oui                                        | Oui                                        | Non                                        | Non                                        | Oui                                        | Oui                                        | Oui                                        | Non                                        |
| Heidern                                   | États-Unis                                | Oui                                        | Oui                                        | Non                                        | Non                                        | Oui                                        | Non                                        | Yes                                        | Oui                                        | Non                                        | Non                                        | Non                                        | Non                                        | Non                                        | Oui                                        | Oui                                        |
| Chizuru Kagura                            | Japon                                     | Abs.                                       | Abs.                                       | Oui                                        | Oui                                        | Oui                                        | Yes                                        | Yes                                        | Non                                        | Non                                        | Oui                                        | Non                                        | Non                                        | Non                                        | Non                                        | Oui                                        |
| Yashiro Nanakase                          | Japon                                     | Abs.                                       | Abs.                                       | Abs.                                       | Oui                                        | Oui                                        | Non                                        | Yes                                        | Non                                        | Oui                                        | Non                                        | Non                                        | Non                                        | Non                                        | Non                                        | Oui                                        |
| Shermie                                   | France                                    | Abs.                                       | Abs.                                       | Abs.                                       | Oui                                        | Oui                                        | Non                                        | Yes                                        | Non                                        | Oui                                        | Non                                        | Non                                        | Non                                        | Non                                        | Non                                        | Oui                                        |
| Chris                                     | Suède                                     | Abs.                                       | Abs.                                       | Abs.                                       | Oui                                        | Oui                                        | Non                                        | Yes                                        | Non                                        | Oui                                        | Non                                        | Non                                        | Non                                        | Non                                        | Non                                        | Oui                                        |
| Shingo Yabuki                             | Japon                                     | Abs.                                       | Abs.                                       | Abs.                                       | Oui                                        | Oui                                        | Oui                                        | Oui                                        | Oui                                        | Oui                                        | Oui                                        | Oui                                        | Non                                        | Non                                        | Non                                        | Non                                        |
| The King of Fighters '99-2001 / ARC NESTS |                                           |                                            |                                            |                                            |                                            |                                            |                                            |                                            |                                            |                                            |                                            |                                            |                                            |                                            |                                            |                                            |
| K'                                        | Inconnu                                   | Abs.                                       | Abs.                                       | Abs.                                       | Abs.                                       | Abs.                                       | Oui                                        | Oui                                        | Oui                                        | Oui                                        | Oui                                        | Oui                                        | Non                                        | Oui                                        | Oui                                        | Oui                                        |
| Maxima                                    | Canada                                    | Abs.                                       | Abs.                                       | Abs.                                       | Abs.                                       | Abs.                                       | Oui                                        | Oui                                        | Oui                                        | Oui                                        | Oui                                        | Oui                                        | Non                                        | Oui                                        | Oui                                        | Oui                                        |
| Whip                                      | Inconnu                                   | Abs.                                       | Abs.                                       | Abs.                                       | Abs.                                       | Abs.                                       | Oui                                        | Oui                                        | Oui                                        | Oui                                        | Oui                                        | Oui                                        | Non                                        | Non                                        | Oui                                        | Oui                                        |
| Vanessa                                   | Inconnu                                   | Abs.                                       | Abs.                                       | Abs.                                       | Abs.                                       | Abs.                                       | Yes                                        | Oui                                        | Oui                                        | Oui                                        | Non                                        | Oui                                        | Non                                        | Non                                        | Oui                                        | Oui                                        |
| Kula Diamond                              | Inconnu                                   | Abs.                                       | Abs.                                       | Abs.                                       | Abs.                                       | Abs.                                       | Abs.                                       | Oui                                        | Oui                                        | Oui                                        | Non                                        | Oui                                        | Non                                        | Oui                                        | Oui                                        | Oui                                        |
| Ramon                                     | Mexique                                   | Abs.                                       | Abs.                                       | Abs.                                       | Abs.                                       | Abs.                                       | Abs.                                       | Oui                                        | Oui                                        | Oui                                        | Non                                        | Oui                                        | Non                                        | Non                                        | Oui                                        | Oui                                        |
| Angel                                     | Mexique                                   | Abs.                                       | Abs.                                       | Abs.                                       | Abs.                                       | Abs.                                       | Abs.                                       | Abs.                                       | Oui                                        | Oui                                        | Non                                        | Non                                        | Non                                        | Non                                        | Oui                                        | Oui                                        |
| The King of Fighters 2003-XIII / ARC ASH  |                                           |                                            |                                            |                                            |                                            |                                            |                                            |                                            |                                            |                                            |                                            |                                            |                                            |                                            |                                            |                                            |
| Ash Crimson                               | France                                    | Abs.                                       | Abs.                                       | Abs.                                       | Abs.                                       | Abs.                                       | Abs.                                       | Abs.                                       | Abs.                                       | Abs.                                       | Oui                                        | Oui                                        | Oui                                        | Oui                                        | Non                                        | Oui                                        |
| Shen Woo                                  | Chine                                     | Abs.                                       | Abs.                                       | Abs.                                       | Abs.                                       | Abs.                                       | Abs.                                       | Abs.                                       | Abs.                                       | Abs.                                       | Oui                                        | Oui                                        | Oui                                        | Oui                                        | Non                                        | Non                                        |
| Duo Lon                                   | Chine                                     | Abs.                                       | Abs.                                       | Abs.                                       | Abs.                                       | Abs.                                       | Abs.                                       | Abs.                                       | Abs.                                       | Abs.                                       | Oui                                        | Oui                                        | Oui                                        | Oui                                        | Non                                        | Oui                                        |
| Elisabeth Blanctorche                     | France                                    | Abs.                                       | Abs.                                       | Abs.                                       | Abs.                                       | Abs.                                       | Abs.                                       | Abs.                                       | Abs.                                       | Abs.                                       | Abs.                                       | Oui                                        | Oui                                        | Oui                                        | Non                                        | Oui                                        |
| Oswald                                    | Irlande                                   | Abs.                                       | Abs.                                       | Abs.                                       | Abs.                                       | Abs.                                       | Abs.                                       | Abs.                                       | Abs.                                       | Abs.                                       | Abs.                                       | Oui                                        | Non                                        | Non                                        | Oui                                        | Non                                        |
| Momoko                                    | Japon                                     | Abs.                                       | Abs.                                       | Abs.                                       | Abs.                                       | Abs.                                       | Abs.                                       | Abs.                                       | Abs.                                       | Abs.                                       | Abs.                                       | Oui                                        | Non                                        | Non                                        | Non                                        | Non                                        |
| The King of Fighters XIV-XV               |                                           |                                            |                                            |                                            |                                            |                                            |                                            |                                            |                                            |                                            |                                            |                                            |                                            |                                            |                                            |                                            |
| Shun'ei                                   | Chine                                     | Abs.                                       | Abs.                                       | Abs.                                       | Abs.                                       | Abs.                                       | Abs.                                       | Abs.                                       | Abs.                                       | Abs.                                       | Abs.                                       | Abs.                                       | Abs.                                       | Abs.                                       | Oui                                        | Oui                                        |
| Meitenkun                                 | Chine                                     | Abs.                                       | Abs.                                       | Abs.                                       | Abs.                                       | Abs.                                       | Abs.                                       | Abs.                                       | Abs.                                       | Abs.                                       | Abs.                                       | Abs.                                       | Abs.                                       | Abs.                                       | Oui                                        | Oui                                        |
| King of Dinosaurs                         | Mexique                                   | Abs.                                       | Abs.                                       | Abs.                                       | Abs.                                       | Abs.                                       | Abs.                                       | Abs.                                       | Abs.                                       | Abs.                                       | Abs.                                       | Abs.                                       | Abs.                                       | Abs.                                       | Oui                                        | Oui                                        |
| Luong                                     | Inconnu                                   | Abs.                                       | Abs.                                       | Abs.                                       | Abs.                                       | Abs.                                       | Abs.                                       | Abs.                                       | Abs.                                       | Abs.                                       | Abs.                                       | Abs.                                       | Abs.                                       | Abs.                                       | Oui                                        | Oui                                        |
| Kukri                                     | Inconnu                                   | Abs.                                       | Abs.                                       | Abs.                                       | Abs.                                       | Abs.                                       | Abs.                                       | Abs.                                       | Abs.                                       | Abs.                                       | Abs.                                       | Abs.                                       | Abs.                                       | Abs.                                       | Oui                                        | Oui                                        |
| Antonov                                   | Russie                                    | Abs.                                       | Abs.                                       | Abs.                                       | Abs.                                       | Abs.                                       | Abs.                                       | Abs.                                       | Abs.                                       | Abs.                                       | Abs.                                       | Abs.                                       | Abs.                                       | Abs.                                       | Oui                                        | Oui                                        |
| Gang-il                                   | Corée du Sud                              | Abs.                                       | Abs.                                       | Abs.                                       | Abs.                                       | Abs.                                       | Abs.                                       | Abs.                                       | Abs.                                       | Abs.                                       | Abs.                                       | Abs.                                       | Abs.                                       | Abs.                                       | Oui                                        | Non                                        |
| Hein                                      | Allemagne                                 | Abs.                                       | Abs.                                       | Abs.                                       | Abs.                                       | Abs.                                       | Abs.                                       | Abs.                                       | Abs.                                       | Abs.                                       | Abs.                                       | Abs.                                       | Abs.                                       | Abs.                                       | Oui                                        | Non                                        |
| Sylvie Paula Paula                        | France                                    | Abs.                                       | Abs.                                       | Abs.                                       | Abs.                                       | Abs.                                       | Abs.                                       | Abs.                                       | Abs.                                       | Abs.                                       | Abs.                                       | Abs.                                       | Abs.                                       | Abs.                                       | Oui                                        | Non                                        |
| Zarina                                    | Colombie                                  | Abs.                                       | Abs.                                       | Abs.                                       | Abs.                                       | Abs.                                       | Abs.                                       | Abs.                                       | Abs.                                       | Abs.                                       | Abs.                                       | Abs.                                       | Abs.                                       | Abs.                                       | Oui                                        | Non                                        |
| Isla                                      | Chili                                     | Abs.                                       | Abs.                                       | Abs.                                       | Abs.                                       | Abs.                                       | Abs.                                       | Abs.                                       | Abs.                                       | Abs.                                       | Abs.                                       | Abs.                                       | Abs.                                       | Abs.                                       | Abs.                                       | Oui                                        |
| Dolores                                   | Mali                                      | Abs.                                       | Abs.                                       | Abs.                                       | Abs.                                       | Abs.                                       | Abs.                                       | Abs.                                       | Abs.                                       | Abs.                                       | Abs.                                       | Abs.                                       | Abs.                                       | Abs.                                       | Abs.                                       | Oui                                        |
| Krohnen McDougall                         | Inconnu                                   | Abs.                                       | Abs.                                       | Abs.                                       | Abs.                                       | Abs.                                       | Abs.                                       | Abs.                                       | Abs.                                       | Abs.                                       | Abs.                                       | Abs.                                       | Abs.                                       | Abs.                                       | Abs.                                       | Oui                                        |

The King of Fighters logo.

En 1992, les premières idées d'un jeu par équipe commencent à naître, dont l'un des concepts est de réaliser un jeu d'action à scrolling horizontal. Le projet a pour titre « Downtown Team Battle ». Le genre du beat them all étant en baisse de popularité durant cette période, le projet s'oriente vers le jeu de combat, où le genre est de plus en plus exploité dans les salles d'arcade au Japon. Durant le développement de « Downtown Team Battle », SNK développe deux séries de jeu de combat au début des années 1990 : Fatal Fury et Art of Fighting,,. En 1993, le titre Fatal Fury Special (version améliorée de Fatal Fury 2) est publié sur borne d'arcade, SNK intègre un personnage de la franchise Art of Fighting : Ryo Sakazaki. Il en va de même pour le jeu Art of Fighting 2, paru début 1994, le titre invite un personnage de la série Fatal Fury : Geese Howard.

The King of Fighters '94 logo.

Au début du développement, l'équipe utilise directement les ressources des jeux d'origines pour les personnages de Fatal Fury et d'Art of Fighting. Finalement, chaque personnage est redessiné, le développement du jeu aura duré environ deux années. Le jeu s'intitule The King of Fighters '94 et sort officiellement sur borne d'arcade le 25 août 1994. En plus des personnages de Fatal Fury et d' Art of Fighting, SNK complète la liste des combattants avec la série Ikari Warriors. Trois personnages issus de cette série forment la « Brazil Team » : Ralf Jones, Clark Still et le commandant Heidern. SNK empreinte aussi des personnages dans l'une de ses précédentes réalisations, Psycho Soldier. Athena Asamiya et Sie Kensou rejoignent le casting et sont accompagnés par un personnage original, Chin Gentsai, ils forment à eux trois la « China Team » pour représenter Psycho Soldier.

The King of Fighters '95 logo.

La série va se poursuivre chaque année jusqu'en 2003, en 1995, The King of Fighters '95 sort sur borne d'arcade. Le jeu marque l'arrivée d'un nouveau personnage original, Iori Yagami. Iori deviendra par la suite un personnage important dans les jeux de combat SNK, il apparaîtra dans tous les épisodes de la série The King of Fighters. The King of Fighters '95 introduit également Eiji Kisaragi d'Art of Fighting 2 et Billy Kane de Fatal Fury: King of Fighters. Deux nouveaux boss complètent la liste des combattants de KOF '95, le demi-boss Saisyu Kusanagi, père de Kyo Kusanagi et le boss final, Omega Rugal. Ces deux personnages peuvent êtres joués via une manipulation secrète à exécuter lors de l'écran de sélection de personnage.

The King of Fighters '96 logo.

SNK continue de renforcer ses personnages avec The King of Fighters '96, les boss Geese Howard de Fatal Fury: King of Fighters et Wolfgang Krauser de Fatal Fury 2 marquent leur première apparition dans la série. Parmi les personnages de la série Art of Fighting, Mr. Big provenant du premier épisode et Kasumi Todoh, issue du jeu Art of Fighting 3: The Path of the Warrior, sont les deux combattants à faire leur entrée dans The King of Fighters '96. L'équipe qui représente Ikari Warriors est modifiée, le commandant Heidern est remplacé par un nouveau personnage original, Leona Heidern. Leona deviendra un personnage incontournable de la série, elle sera absente dans un épisode seulement, The King of Fighters XI. Quatre personnages originaux sont ajoutés dans ce volet : Mature et Vice qui accompagnent Iori Yagami pour former la « Yagami Team », Chizuru Kagura qui fait office de sous-boss et Goenitz, qui sert comme dernier boss pour KoF '96.

The King of Fighters '97 logo.

The King of Fighters '97 est le quatrième épisode de la série, le jeu paraît le 28 juillet 1997 sur borne d'arcade Neo-Geo MVS. Pour l'occasion, SNK a organisé un concours pour désigner les nouvelles équipes de The King of Fighters '97. Une nouvelle équipe baptisée « New Faces Team » est ajoutée au jeu, elle se compose de trois combattants originaux : Yashiro Nanakase, Shermie et Chris,. Un quatrième nouveau personnage fait son apparition, il s'agit de Shingo Yabuki, il a pour particularité de n'être affilié à aucune équipe, tout comme pour Iori Yagami dans KoF '97. Billy Kane, absent lors de The King of Fighters '96, revient dans la « Special Team », seconde nouvelle équipe du jeu où est il associé à Ryuji Yamazaki et Blue Mary, deux personnages issus de Fatal Fury 3: Road to the Final Victory qui font leur première apparition dans la série The King of Fighters,. Le dernier personnage original du jeu et dernier boss est Orochi. Les sous-boss sont d'ailleurs les formes Orochi de Yashiro Nanakase, Shermie et de Chris.

The King of Fighters '98 logo.

The King of Fighters '98: The Slugfest, cinquième épisode de la série, ne contient aucun nouveau personnage original. Trois personnages de The King of Fighters '94 reviennent pour former la « American Sports Team » : Heavy D!, Lucky Glauber et Brian Battler. Une année plus tard sort The King of Fighters '99: Millennium Battle, le jeu passe de trois à quatre membres par équipe avec le système de « Striker », le quatrième personnage est un combattant de soutien. Six nouveaux personnages originaux sont proposés : #K' et Maxima, qui font partie de la « Hero Team », Whip qui est représentée dans la « Ikari Warriors Team », Bao dans la « Psycho Soldier Team », Jhun Hoon dans la « Korea Justice Team » et enfin Krizalid, qui apparaît comme demi-boss et boss final de The King of Fighters '99,. Li Xiangfei, personnage provenant de Real Bout Fatal Fury 2: The Newcomers, marque sa première apparition dans la série The King of Fighters.
The King of Fighters 2000 reprend le système de personnage « Striker » et inclut de nouveaux personnages originaux. Vanessa, qui était présente dans The King of Fighters '99: Millennium Battle en tant que personnage « Extra Striker », est ajoutée dans KoF 2000 comme personnage jouable. Les personnages inédits se composent de : Ramon, Lin, Seth, Hinako Shijou, Kula Diamond et le dernier boss, Clone Zero. The King of Fighters 2001 est le troisième et dernier titre à utiliser le système de « Striker ». Six personnages originaux rejoignent le casting du jeu : May Lee Jinju, Foxy, K9999, Angel, le sous-boss Zero et le dernier boss Igniz. The King of Fighters 2002: Challenge to Ultimate Battle abandonne le système de « Striker » et revient au système de combat par équipe à 3 contre 3. Comme pour KoF '98, The King of Fighters 2002 ne possède aucun nouveau personnage original.

The King of Fighters 2003 logo.

La série ajoute six personnages inédits avec The King of Fighters 2003 : Ash Crimson, Duo Luon et Shen Wood qui forment une nouvelle équipe baptisée « Hero Team ». Malin est le quatrième nouveau personnage, elle fait partie de la « High School Girls Team », qui se compose d'Athena Asamiya et d'Hinako Shijou. Les deux derniers combattants originaux sont les boss du jeu : Adelheid Bernstein et Mukai.
Après une courte absence, la série revient avec The King of Fighters XI à l'automne 2005 sur borne d'arcade. Elisabeth Blanctorche et Momoko sont les deux nouveaux personnages du jeu. SNK ajoute également deux personnages provenant du jeu de combat de 1995 Savage Reign : Sho Hayate et Jyazu. Deux autres personnages supplémentaires du jeu Buriki One (en) paru en 1999 sont ajoutés à la liste des combattants : Gai Tendo et Silber. Deux nouveaux boss sont présentés : Shion et Magaki. The King of Fighters XI modifie la « Fatal Fury Team » et inclut Duck King pour la première fois dans la série.

The King of Fighters XII logo.

The King of Fighters XII est publié courant 2009, le jeu ne possède aucun nouveau personnage et se voit amputer d'une bonne partie des personnages, 20 personnages pour la version arcade et deux de plus pour la version console. L'année suivante, The King of Fighters XIII voit le jour sur borne d'arcade, Hwa Jai de Fatal Fury: King of Fighters fait son apparition dans la série KoF. Saiki et Evil Ash sont les boss et les personnages originaux du jeu.
La série principale passe à des personnages modélisés entièrement en trois dimensions avec The King of Fighters XIV. Le jeu ajoute au total pas loin de 20 personnages entièrement nouveaux. The King of Fighters XIV ajoute Nakoruru de Samurai Shodown comme personnage jouable. En 2022 est publié The King of Fighters XV, le titre garde ses graphismes avec des personnages en trois dimensions. Trois nouveaux personnages originaux sont mis en avant : Isla, Dolores et Krohnen.

### SagaFatal Fury
| 1991 - 1999 : Fatal Fury | 1991 - 1999 : Fatal Fury | 1991 - 1999 : Fatal Fury                     | 1991 - 1999 : Fatal Fury           | 1991 - 1999 : Fatal Fury           | 1991 - 1999 : Fatal Fury           |
| Personnage | Personnage               | Personnage                                   | En tant que personnage jouable KOF | En tant que personnage jouable KOF | En tant que personnage jouable KOF |
| Nom | Nationalité              | Premier jeu                                  | Début                              | Dernier                            | Non                                |
| --- | ------------------------ | -------------------------------------------- | ---------------------------------- | ---------------------------------- | ---------------------------------- |
| Terry Bogard | États-Unis               | Fatal Fury: King of Fighters                 | KoF '94                            | KoF XV                             | Oui                                |
| Andy Bogard | États-Unis               | Fatal Fury: King of Fighters                 | KoF '94                            | KoF XV                             | [ N 1 ]                            |
| Joe Higashi | Japon                    | Fatal Fury: King of Fighters                 | KoF '94                            | KoF XV                             | [ N 1 ]                            |
| Mai Shiranui | Japon                    | Fatal Fury 2                                 | KoF '94                            | KoF XV                             | [ N 2 ]                            |
| Kim Kaphwan | Corée du Sud             | Fatal Fury 2                                 | KoF '94                            | KoF XIV                            | [ N 3 ]                            |
| Geese Howard | États-Unis               | Fatal Fury: King of Fighters                 | KoF '96                            | KoF XV                             | [ N 4 ]                            |
| Billy Kane | Royaume-Uni              | Fatal Fury: King of Fighters                 | KoF '95                            | KoF XV                             | [ N 5 ]                            |
| Blue Mary | États-Unis               | Fatal Fury 3: Road to the Final Victory      | KoF '97                            | KoF XV                             | [ N 6 ]                            |
| Ryuji Yamazaki | Japon                    | Fatal Fury 3: Road to the Final Victory      | KoF '97                            | Kof XV                             | [ N 7 ]                            |
| Wolfgang Krauser | Allemagne                | Fatal Fury 2 (NJ)                            | KoF '96                            | KoF '98 UM                         | [ N 8 ]                            |
| Rock Howard | États-Unis               | Garou: Mark of the Wolves                    | KoF XIV                            | Kof XV                             |                                    |
| Li Xiangfei | Chine                    | Real Bout Fatal Fury 2: The Newcomers        | KoF '99                            | KoF 02 UM                          | [ N 9 ]                            |
| Duck King | États-Unis               | Fatal Fury Special                           | KOF XI                             | KOF XI                             |                                    |
| Bob Wilson | Brésil                   | Fatal Fury 3: Road to the Final Victory      | Aucun                              | Aucun                              | Aucun                              |
| Cheng Sinzan | Taïwan                   | Fatal Fury 2                                 | Aucun                              | Aucun                              | Aucun                              |
| Franco Bash | États-Unis               | Fatal Fury 3: Road to the Final Victory      | Aucun                              | Aucun                              | Aucun                              |
| Hon-Fu | Hong Kong                | Fatal Fury 3: Road to the Final Victory      | Aucun                              | Aucun                              | Aucun                              |
| Jin Chonrei & Jin Chonshu | Chine                    | Fatal Fury 3: Road to the Final Victory      | Aucun                              | Aucun                              | Aucun                              |
| Laurence Blood | Espagne                  | Fatal Fury 2                                 | Aucun                              | Aucun                              | Aucun                              |
| Sokaku Mochizuki | Japon                    | Fatal Fury 3: Road to the Final Victory      | Aucun                              | Aucun                              | Aucun                              |
| Tung Fu Rue | Chine                    | Fatal Fury: King of Fighters                 | KoF XI                             | KoF XIV                            | [ N 3 ]                            |
| Raiden | Australie                | Fatal Fury: King of Fighters                 | KoF XII                            | KoF XIII                           | [ N 10 ]                           |
| Alfred | États-Unis               | Real Bout Fatal Fury Special: Dominated Mind | KoF '99 (Striker)                  | KoF '99 (Striker)                  |                                    |
| Axel Hawk | États-Unis               | Fatal Fury 2                                 | Aucun                              | Aucun                              | Aucun                              |
| Jubei Yamada | Japon                    | Fatal Fury 2                                 | Aucun                              | Aucun                              | Aucun                              |
| Rick Strowd | États-Unis               | Real Bout Fatal Fury 2: The Newcomers        | Aucun                              | Aucun                              | Aucun                              |
| B. Jenet | Angleterre               | Garou: Mark of the Wolves                    | KoF XI                             | KoF XV                             | [ N 11 ]                           |
| Gato | Inconnu                  | Garou: Mark of the Wolves                    | KoF 2003                           | KoF XV                             | [ N 12 ]                           |
| Tizoc / Griffon | Mexique                  | Garou: Mark of the Wolves                    | KoF 2003                           | KoF XI                             | [ N 13 ]                           |
| Freeman | Angleterre               | Garou: Mark of the Wolves                    | Aucun                              | Aucun                              | Aucun                              |
| Grant | États-Unis               | Garou: Mark of the Wolves                    | Aucun                              | Aucun                              | Aucun                              |
| Hokutomaru | Japon                    | Garou: Mark of the Wolves                    | Aucun                              | Aucun                              | Aucun                              |
| Hotaru Futaba | Japon                    | Garou: Mark of the Wolves                    | KOF XI (version PS2)               | KOF XI (version PS2)               |                                    |
| Hwa Jai | Thaïlande                | Fatal Fury: King of Fighters                 | KOF XIII                           | KOF XIII                           | [ N 10 ]                           |
| Kain R. Heinlein | États-Unis               | Garou: Mark of the Wolves                    | Aucun                              | Aucun                              | Aucun                              |
| Kevin Rian | États-Unis               | Garou: Mark of the Wolves                    | Aucun                              | Aucun                              | Aucun                              |
| Marco Rodrigues | Brésil                   | Garou: Mark of the Wolves                    | Aucun                              | Aucun                              | Aucun                              |
| Kim Dong Hwan | Corée du Sud             | Garou: Mark of the Wolves                    | Aucun                              | Aucun                              | Aucun                              |
| Kim Jae Hoon | Corée du Sud             | Garou: Mark of the Wolves                    | KOF 2000 (Striker)                 | KOF 2000 (Striker)                 |                                    |
| Michael Max | États-Unis               | Fatal Fury: King of Fighters                 | Aucun                              | Aucun                              | Aucun                              |
| Richard Meyer | Brésil                   | Fatal Fury: King of Fighters                 | Aucun                              | Aucun                              | Aucun                              |
| - La colonne fait référence aux personnages absents. La colonne est prise en compte à partir du 1er jeu de la série The King of Fighters dans lequel le personnage apparaît. - exemple : Blue Mary = première apparition dans The King of Fighters '97, les épisodes précédents (KoF '94, KoF '95 et KoF '96) ne sont pas pris en compte. |                          |                                              |                                    |                                    |                                    |
| 1. 2. 3. 4. 5. 6. 7. 8. 9. 10. 11. 12. 13. |                          |                                              |                                    |                                    |                                    |

Fatal Fury logo.

La série Fatal Fury débute fin 1991 sur borne d'arcade via le système Neo-Geo MVS et sur cartouche via Neo-Geo AES. Le jeu contient onze personnages dont trois jouables : Terry Bogard, Andy Bogard et Joe Higashi. Parmi les huit autres combattants injouables, deux personnages se démarquent des autres : Geese Howard et Billy Kane. Ces deux personnages apparaîtront quasiment dans tous les épisodes de la série Fatal Fury.
Terry Bogard est l'unique combattant à apparaître dans tous les jeux de combat de SNK, son design évolue avec l'épisode Garou: Mark of the Wolves, il apparaît avec un blouson en cuir et des cheveux courts. SNK réutilisera son design dans The King of Fighters 2003 et The King of Fighters XI. Il récupèrera son design d'origine dans The King of Fighters XII. Dans The King of Fighters XV, Terry Bogard possède son costume classique ainsi que son costume de Mark of the Wolves en DLC.

Fatal Fury 2 logo.

Le second épisode, Fatal Fury 2, arrive sur borne d'arcade fin 1992, le jeu inclut de nouveaux personnages : Mai Shiranui, Kim Kaphwan, Cheng Sinzan, Big Bear et Jubei Yamada. Mai Shiranui deviendra un personnage récurrent dans les jeux de combat de SNK et également dans les crossovers réalisés par Capcom. Kim Kaphwan est l'autre personnage de Fatal Fury 2 qui aura une grosse participation dans les jeux de combats de SNK. Dans la série The King of Fighters, les deux personnages apparaissent dans tous les épisodes, à l'exception de The King of Fighters XII pour Mai et de The King of Fighters XV pour Kim. Le dernier boss de Fatal Fury 2 est Wolfgang Krauser, il n'est pas jouable mais le sera dans la plupart des épisodes où il apparaît dans la série Fatal Fury. Dans The King of Fighters, il apparaît dans l'édition Ultimate Match de The King of Fighters '98.
Fatal Fury 3: Road to the Final Victory est publié au printemps 1995, le jeu présente huit nouveaux personnages dont cinq sont jouables : Blue Mary, Bob Wilson, Franco Bash, Hon Fu et Sokaku Mochizuki. Blue Mary est le personnage qui se démarque le plus, elle apparaît dans la moitié des jeux de la série Fatal Fury et intervient régulièrement à partir de The King of Fighters '97. Elle est toutefois absente du casting de The King of Fighters XII et de The King of Fighters XIII. Le second personnage notable de Fatal Fury 3 est le boss final, Ryuji Yamazaki. Il n'est pas jouable dans ce 3e volet mais il apparaîtra comme combattant sélectionnable dans tous les épisodes suivants de Fatal Fury à l'exception de Garou: Mark of the Wolves. Dans la série The King of Fighters, Yamazaki apparaît à partir de The King of Fighters '97 et sera présent plus ou moins régulièrement au fil du temps.

Real Bout Fatal Fury 2 logo.

Il faut attendre 1998 avec Real Bout Fatal Fury 2: The Newcomers pour voir de nouveaux personnages dans la série Fatal Fury. Deux combattants inédits sont ajoutés à la liste : Li Xiangfei et Rick Strowd. Leurs apparitions dans la série The King of Fighters sont très limitées, Li Xiangfei peut être aperçue comme personnage jouable dans The King of Fighters '99: Millennium Battle, The King of Fighters 2001 et The King of Fighters 2002 Unlimited Match. Elle apparaît également dans The King of Fighters 2000 comme personnage de soutien (« Striker ») de Kasumi Todoh. Quant à Rick Strowd, il apparaît uniquement dans cet épisode pour Fatal Fury, et officiellement dans aucun jeu de King of Fighters.

Garou Mark of the Wolves Logo

Fin 1999, le dernier jeu de la série Fatal Fury, est publié sous le titre de Garou: Mark of the Wolves. SNK écarte tous les personnages classiques de Fatal Fury, hormis Terry Bogard, qui apparaît sous un nouveau design. Garou: Mark of the Wolves met en avant Terry Bogard et Rock Howard pour l'histoire principale, Rock Howard est un nouveau personnage et il est le fils de Geese Howard. Les deux fils de Kim Kaphwan sont intégrés dans le jeu, ils sont présentés sous le nom de Kim Dong Hwan et de Kim Jae Hoon. Les personnages de Garou: Mark of the Wolves sont très peu présents dans la saga The King of Fighters. The King of Fighters 2003 marque la première arrivée de Gato et de Tizoc/Griffon comme personnage jouable. La « Team Garou » est par la suite représentée dans The King of Fighters XI avec l'apparition de B. Jenet, Gato et de Griffon. La « Team Garou » revient à nouveau dans The King of Fighters XV comme DLC, Rock Howard remplace Tizoc.

### SagaArt of Fighting
| 1992 - 1996 : Art of Fighting | 1992 - 1996 : Art of Fighting | 1992 - 1996 : Art of Fighting              | 1992 - 1996 : Art of Fighting      | 1992 - 1996 : Art of Fighting      | 1992 - 1996 : Art of Fighting      |
| Personnage                    | Personnage                    | Personnage                                 | En tant que personnage jouable KOF | En tant que personnage jouable KOF | En tant que personnage jouable KOF |
| Nom                           | Nationalité                   | Premier jeu                                | Début                              | Dernier                            | Non                                |
| ----------------------------- | ----------------------------- | ------------------------------------------ | ---------------------------------- | ---------------------------------- | ---------------------------------- |
| Ryo Sakazaki                  | Japon                         | Art of Fighting                            | KoF '94                            | KoF XV                             | Oui                                |
| Robert Garcia                 | Italie                        | Art of Fighting                            | KoF '94                            | KoF XV                             | Oui                                |
| Ryuhaku Todoh                 | Japon                         | Art of Fighting                            | KOF 2000 (Striker)                 | KOF 2000 (Striker)                 |                                    |
| King                          | France                        | Art of Fighting                            | KoF '94                            | KoF XV                             | [ X 1 ]                            |
| Takuma Sakazaki               | Japon                         | Art of Fighting                            | KoF '94                            | KoF XIII                           | [ X 2 ]                            |
| Mr. Big                       | Australie                     | Art of Fighting                            | KoF '96                            | KoF XI                             | [ X 3 ]                            |
| Lee Pai Long                  | Taïwan                        | Art of Fighting                            | Aucun                              | Aucun                              | Aucun                              |
| John Crawley                  | États-Unis                    | Art of Fighting                            | Aucun                              | Aucun                              | Aucun                              |
| Micky Rogers                  | États-Unis                    | Art of Fighting                            | Aucun                              | Aucun                              | Aucun                              |
| Yuri Sakazaki                 | Japon                         | Art of Fighting 2                          | KoF '94                            | KoF XV                             | [ X 1 ]                            |
| Eiji Kisaragi                 | Japon                         | Art of Fighting 2                          | KoF '95                            | KoF XI                             | [ X 4 ]                            |
| Temjin                        | Mongolie                      | Art of Fighting 2                          | Aucun                              | Aucun                              | Aucun                              |
| Kasumi Todoh                  | Japon                         | Art of Fighting 3: The Path of the Warrior | KoF '96                            | KoF XI                             | [ X 5 ]                            |
| Jin Fu-Ha                     | Japon                         | Art of Fighting 3: The Path of the Warrior | Aucun                              | Aucun                              | Aucun                              |
| Karman Cole                   | Allemagne                     | Art of Fighting 3: The Path of the Warrior | Aucun                              | Aucun                              | Aucun                              |
| Lenny Creston                 | États-Unis                    | Art of Fighting 3: The Path of the Warrior | Aucun                              | Aucun                              | Aucun                              |
| Rody Birts                    | États-Unis                    | Art of Fighting 3: The Path of the Warrior | Aucun                              | Aucun                              | Aucun                              |
| Wang Koh-San                  | Chine                         | Art of Fighting 3: The Path of the Warrior | Aucun                              | Aucun                              | Aucun                              |
| Sinclair                      | Inconnu                       | Art of Fighting 3: The Path of the Warrior | Aucun                              | Aucun                              | Aucun                              |
| Wyler                         | Inconnu                       | Art of Fighting 3: The Path of the Warrior | Aucun                              | Aucun                              | Aucun                              |
| 1. 2. 3. 4. 5.                |                               |                                            |                                    |                                    |                                    |

Art of Fighting logo.

La série Art of Fighting débute en 1992 avec le premier épisode éponyme, elle est principalement connue pour ses sprites de grande taille et l'utilisation de zoom durant les combats. Ryo Sakazaki et Robert Garcia sont les deux personnages principaux du premier volet, ils sont sélectionnables dans tous les modes de jeu. Comme pour Terry Bogard, Ryo et Robert apparaissent dans tous les épisodes des séries Art of Fighting et The King of Fighters. Les autres combattants du premier Art of Fighting peuvent se jouer via le mode Versus. Ils se composent de : King, Takuma Sakazaki, Mr. Big, Ryuhaku Todoh, Lee Pai Long, Jack Turner, John Crawley et Micky Rogers. King est le personnage féminin d'Art of Fighting le plus utilisé dans la série The King of Fighters, elle apparaît dans tous les épisodes à l'exception de The King of Fighters XII.
Art of Fighting 2 est publié en 1994, le jeu accueille trois nouveaux personnages : Yuri Sakazaki, Eiji Kisaragi et Temjin. Yuri Sakazaki est le quatrième personnage de la franchise Art of Fighting le plus utilisé dans les jeux The King of Fighters. Yuri partage la même participation que King, présente dans tous les KOF sauf The King of Fighters XII. Le second nouveau personnage d'Art of Fighting 2, Eiji Kisaragi, n'apparaît que dans deux épisodes : The King of Fighters '95 et The King of Fighters XI.
Art of Fighting 3: The Path of the Warrior est le dernier épisode de la série Art of Fighting, le jeu est publié en 1996. Art of Fighting 3 comprend huit nouveaux personnages mais un seul combattant apparaîtra dans The King of Fighters, il s'agit de Kasumi Todoh. Elle apparaît pour la première fois dans The King of Fighters '96, où elle fait partie de l'équipe « Women Fighters Team », aux côtés de Mai Shiranui et de King. La même équipe est utilisée pour The King of Fighters '99: Millennium Battle, Blue Mary y remplace Mai Shiranui. Kasumi apparaît ensuite dans The King of Fighters 2000, The King of Fighters 2002 Ultimate Match et The King of Fighters XI.

### SagaPsycho Soldiers
| 1986 - 1999 : Athena | 1986 - 1999 : Athena | 1986 - 1999 : Athena | 1986 - 1999 : Athena               | 1986 - 1999 : Athena               | 1986 - 1999 : Athena               |
| Personnage           | Personnage           | Personnage           | En tant que personnage jouable KOF | En tant que personnage jouable KOF | En tant que personnage jouable KOF |
| Nom                  | Nationalité          | Premier jeu          | Début                              | Dernier                            | Non                                |
| -------------------- | -------------------- | -------------------- | ---------------------------------- | ---------------------------------- | ---------------------------------- |
| Athena Asamiya       | Japon                | Psycho Soldier       | KoF '94                            | KoF XV                             | Oui                                |
| Sie Kensou           | Chine                | Psycho Soldier       | KoF '94                            | KoF XIV                            |                                    |

Psycho Soldier est un jeu d'action paru en 1987, deux personnages issus de ce jeu sont empreintés pour The King of Fighters : Athena Asamiya et Sie Kensou. Athena apparaît dans tous les épisodes de la série principale The King of Fighters et Kensou également à deux exceptions près, il manque à l'appel dans The King of Fighters 2003 et The King of Fighters XV.
2003 & XIV

### SagaIkari Warriors
| 1986 : Ikari Warriors | 1986 : Ikari Warriors | 1986 : Ikari Warriors | 1986 : Ikari Warriors              | 1986 : Ikari Warriors              | 1986 : Ikari Warriors              |
| Personnage            | Personnage            | Personnage            | En tant que personnage jouable KOF | En tant que personnage jouable KOF | En tant que personnage jouable KOF |
| Nom                   | Nationalité           | Premier jeu           | Début                              | Dernier                            |                                    |
| --------------------- | --------------------- | --------------------- | ---------------------------------- | ---------------------------------- | ---------------------------------- |
| Ralf Jones            | États-Unis            | T.N.K. III            | KoF '94                            | KoF XV                             | Oui                                |
| Clark Steel           | États-Unis            | Ikari Warriors        | KoF '94                            | KoF XV                             | Oui                                |

Ralf Jones et Clark Steel apparaissent dans tous les jeux de la série principale de The King of Fighters.

### SagaSamurai Showdown
| 1993 : Samurai Shodown | 1993 : Samurai Shodown | 1993 : Samurai Shodown | 1993 : Samurai Shodown             | 1993 : Samurai Shodown             | 1993 : Samurai Shodown             |
| Personnage             | Personnage             | Personnage             | En tant que personnage jouable KOF | En tant que personnage jouable KOF | En tant que personnage jouable KOF |
| Nom                    | Nationalité            | Premier jeu            | Début                              | Dernier                            |                                    |
| ---------------------- | ---------------------- | ---------------------- | ---------------------------------- | ---------------------------------- | ---------------------------------- |
| #Haohmaru              | Japon                  | Samurai Shodown        | KoF XV                             | KoF XV                             | Oui                                |
| #Nakoruru              | Japon                  | Samurai Shodown        | KoF XIV                            | KoF XV                             | Oui                                |
| #Darli Dagger          | Afrique                | Samurai Shodown        | KoF XV                             | KoF XV                             | Oui                                |

## Personnages deThe King of Fighters
- Benimaru Nikaido : inspiré physiquement de Jean Pierre Polnareff, personnage du manga "Jojo's Bizarre Adventure", Benimaru est le meilleur ami de Kyo, son style de combat ressemble à du kickboxing, mêlé avec des pouvoirs électriques (qui permettent à sa chevelure de se maintenir en l'air ). Benimaru est narcissique et a une obsession pour son élégance et les jolies filles. Bien qu'étant l'ami de Kyo, il lui arrivera de s'allier à d'autres teams au cours de la licence : dans KOF XI, il fait équipe avec Elisabeth et Duo Lon, puis dans KOF XV, il fait équipe avec les protagonistes de la Saga "Verse" : Shun'Ei et Meitenkun.
- Goro Daimon : Daimon est un judoka qui fait équipe avec Kyo et Benimaru, il éprouve son amour envers le judo et enseigne l'art à son fils Kogoro.
- Chin Gentsai : mentor d'Athena et Kensou. Chin utilise ses gourdes à saké comme éléments de combat, couplé aux techniques de l'Homme ivre.
- Heidern : il est le commandant des Ikari Warriors. Il fait équipe avec ses deux subordonnés Ralf et Clark dans KOF 94 et KOF 95, avec l'objectif de se venger de Rugal Bernstein, qui a jadis tué sa femme et son fils. il retournera à la station Ikari pour surveiller les ordres confiés aux deux soldats et à sa fille adoptive Leona, par la suite ; avant de revenir dans KOF XIV et KOF XV.
- Chang Koehan : criminel qui avec son ami Choi sont dans l'obligation de faire équipe avec Kim Kaphwan dans le but de les réformer. Chang est un barbu corpulent, qui utilise la plus déloyale des techniques pour attaquer ses adversaires : une grosse boule de fer.
- Choi Bounge : criminel et le meilleur ami de Chang. Tout comme son compère, il est prisonnier des mains de justices de Kim qui souhaite les réformer. Inspiré par le méchant de slasher Freddy Krueger, il porte des griffes sur ses gants, des lunettes rondes et un chapeau. Il est très agile et saute plus haut.
- Heavy D! : ancien boxeur des rues qui a été expulsé de la compétition normale pour avoir blessé gravement un combattant sans le vouloir. Il forme l' USA Sports Team avec ses deux amis Lucky et Brian dans The King of Fighters '94.
- Lucky Glauber : joueur de basket-ball, son style de combat est un mélange entre le karaté ses mouvements de basketteur. Il se joint à Heavy D! et Brian Battler.
- Brian Battler : joueur de Football américain, il utilise tes talents de footballeur pour attaquer ses adversaires. Il fait équipe avec Heavy D! et Lucky.
- Rugal Bernstein : pire ennemi d'Heidern, et antagoniste des 2 premiers jeux de la licence. Rugal apparaît dans KOF 94 où son objectif est de transformer les champions de son tournoi en trophées, il échoue et est supposé mort. Il revient dans KOF 95 où il sera encore battu mais sa vraie mort sera la cause de l'éveil du pouvoir qu'il ne réussira pas à contrôler, à savoir celui d'Orochi, qu'il convoitait.
- Saisyu Kusanagi: il est le père de Kyo. Il a été enlevé par Rugal (qui l'a fait passer pour mort dans KOF 94) et ce dernier lui a lavé son cerveau, pour qu'il combatte son propre fils. Libéré, il s'enfuit et retrouvera enfin son fils et sa femme.
- Leona Heidern : elle participe régulièrement aux tournois KOF aux côtés de Ralf et Clark, car membres de l'unité spéciale d'Heidern. Ne se souvenant que très peu de son passé, Leona est une orpheline recueillie et entraînée par Heidern ; elle gagne confiance en elle au fil de la saga, ainsi qu'en ses deux amis. Son passé sera révélé dans KOF 96, puis dans KOF 97, elle est affectée par Orochi, elle reprend connaissance et continue ses missions avec ses deux partenaires.
- Chizuru Kagura : magicienne, descendante de l'un des trois clans guerriers ayant jadis vaincu Orochi (grand antagoniste de la 1ere saga). Son rôle étant de maintenir Orochi scellé, elle fait équipe avec Mai et King dans KOF 97 pour stopper les "Hakkesshu", qui veulent ressusciter le démon ; et avec Kyo et Iori (descendants des 2 autres clans) dans KOF 2003 où elle se fait voler ses pouvoirs par Ash Crimson. Elle revient dans KOF XV faire équipe avec Kyo et Iori, pour empêcher un éventuel retour d'Orochi, à la suite de la résurrection du trio de Yashiro.
- Mature : membre des Hakkesshu,et secrétaire de Rugal dans les 2 1ers jeux. Elle est une descendante d'Orochi et fait équipe avec sa collègue Vice, et Iori Yagami dans KOF 96. Mature aime jouer la charmeuse avant de battre ses victimes. Elle, comme sa collègue, seront tués lors d'un accès de rage incontrôlé de Iori, à la fin de KOF 96.
- Vice : membre des Hakkesshu, et la 2nde secrétaire de Rugal dans les KOF 94 et 95. Elle est une descendante d'Orochi et fait équipe avec sa collègue Mature et Iori. Vice semble impétueuse et déteste les hommes âgés. Après leur trépas dans KOF 96, les 2 femmes tourmenteront Iori dans KOF XIII et KOF XIV, en tant que fantômes.
- Shingo Yabuki : sa première apparition fut dans l'édition 1997. Il fait partie de l'équipe "Japan Team" où se trouve le personnage principal de la saga KOF : Kyo Kusanagi qui est le leader de cette équipe et en même temps le "meilleur ami" de Shingo. En réalité, Kyo n'est pas vraiment le maître de Shingo : shingo lui a montré un seul de ses mouvements ; et, kyo se considéra Shingo comme un grand combattant. Il imita les techniques de Kyo mais ne parvint jamais à acquérir les flammes héréditaires Kusanagi, même après son entrainement avec son nouveau maître. Saisyu Kusanagi est le rival de shingo et le mentor de shingo. Shingo maîtrise les flammes plasmas.
- Yashiro Nanasake : un des membres du clan d'Orochi. Lui, Shermie et Chris utilisent le tournoi 97 pour attirer les plus puissants des combattants pour leur voler leur énergie et ramener Orochi à la vie. Une fois Orochi vaincu, Yashiro, Shermie et Chris se sacrifient pour garantir la survie de leur maître. Dans KOF XV, ce trio revient d'entre les morts, à la suite de la défaite de Verse dans KOF XIV.
- Shermie : musicienne française, et une des membres du clan d'Orochi. Elle collabore avec Yashiro et Chris (ses partenaires de scène) pour ressusciter leur maître. le trio se sacrifie à la fin de KOF 97 pour tenter de sauver Orochi.
- Chris : un des membres du clan d'Orochi. Il a en réalité été choisi pour être le corps de rechange d'Orochi, mais meurt sacrifié en même temps que Yashiro et Shermie. Son caractère juvénile et enjoué cachent une grande puissance martiale.
- Maxima : il est le partenaire de K'. C'est une sorte de cyborg qui utilise ses fonctions technologiques pour analyser et combattre ses adversaires.
- Whip : ancienne membre du NESTS, Whip est maintenant une agente des Ikari Warriors. Elle se bat avec son long fouet, elle se révèle être la sœur de K'.
- Bao : il est le fils adoptif de Chin. c'est un garçon qui maitrise petit à petit ses pouvoirs. Dans 99 il s'alliera à Athéna, Kensou et Chin contre NESTS.
- Jhun Hoon : il est l'ami d'enfance de Kim Kaphwan, les deux se sont entrainées dans le même dojo de taekwondo pendant toute leur enfance, il rejoint l'équipe de Kim dans KOF' 99, 2000 et 2003.
- Kula Diamond : ancienne membre du NESTS. Elle a au départ reçu pour ordre d'éliminer K' aux côtés de Foxy, mais ont été trahis par K9999 et Angel. Après la fin de NESTS, elle finira lier d'amitié avec K' et Maxima. Kula maitrise des pouvoirs glacials, et aime les friandises et les glaces. Elle revient dans KOF XV, obligée de travailler pour le compte d'Angel et Krohnen.
- Vanessa :  agent du gouvernement américain qui pratique la boxe anglaise. Elle et Ramon collaborent d'abord avec K' et Maxima puis avec Iori et Seth. Dans KOF XI, Vanessa fait appel a Ramon et Mary pour enquêter sur Magaki. Vanessa n'apprécie pas du tout les avances de Ramon car elle est déjà mariée.
- Ramon : lutteur mexicain qui travaille comme agent aux côtés de Seth et Vanessa. Il aime jouer avec les enfants et a des vues sur Vanessa.
- Seth : agent qui a pour ordre d'enquêter sur NESTS, il utilise des attaques de défense pour combattre. Seth est aidé par Benimaru, Shingo et Lin dans KOF 2000 et se joint à Iori, Vanessa et Ramon dans KOF 2001.
- Lin : membre d'un groupe d'assassins appelés Hizokus. Lin se joint à Seth, Benimaru et Shingo pour traquer NESTS et découvre qu'un des membres de NESTS est Ron le chef des Hizokus. Ce dernier a trahi son clan. Plus tard, il assiste K', Maxima et Whip pour mettre fin à NESTS. Après que NESTS soit anéantie, Ron s'échappe et Lin continuera de le pourchasser et de le tuer pour venger son clan.
- Hinako Shijou : pratique le sumo, elle veut recruter des filles dans un club de sumotoris. elle fait équipe avec plusieurs de ses amies comme Athéna, Malin, Mai et Kasumi.
- May Lee Jinju : une élève de Kim, Elle apparait dans KOF 2001 ou elle remplace Jhun qui est hospitalisé.
- Foxy : agente loyale de NESTS à qui on a ordonné, avec sa collègue Diana, de superviser Kula Diamond, les deux femmes éprouvent une grande affection pour cette dernière. Ses superviseurs ont ordonné à Foxy de participer au prochain tournoi avec Kula et deux autres agents non fiables, K9999 et Angel, mais les deux lascars malheureusement l'ont grièvement blessée. Après que NESTS fut anéantie, Foxy et Diana se lient d'amitié avec K'.
- Angel : elle était une membre mexicaine du NESTS qui travaillait comme assassin spécialisée dans le Catch. Après la défaite de NESTS, Angel est portée disparue. Elle revient dans KOF XIV ou elle, Ramon et Tizoc (sous King of Dinosaurs) forment la Mexico Team.
- Duo Lon : membre des Hizokus et le fils de Ron. Bien que Duo Lon soit un assassin, il est honnête, calme, de bon cœur et ne tue jamais les innocents. Il assiste Ash et Shen dans KOF 2003 et Elisabeth dans KOF XIII.
- Shen Woo : voyou des rues de Shanghai qui développe son propre style de boxe de rue, il fait équipe avec Ash et Duo Lon dans KOF 2003, encore avec Ash en compagnie de Oswald dans KOF XI et Elisabeth et son ancien partenaire Duo Lon dans KOF XIII.
- Malin : jeune fille, membre d'un clan d'assassins, qui a un style de combat regroupant quelques armes : un yo-yo avec des lames, un bâton électrique et deux petits couteaux. Elle fait équipe avec Athena et Hinako dans KOF 2003 et Kasumi et Eiji dans KOF XI, dans le but de vaincre la famille Sakazaki (et surtout Yuri, dont elle méprise le style de combat).
- Elisabeth Blanctorche : noble française et une amie proche de Ash Crimson. Elle essaye d'empêcher ce dernier de voler les pouvoirs de Kyo. Elle fait équipe avec Benimaru et Duo Lon dans KOF XI et avec Shen et encore Duo Lon dans KOF XIII. Elle se bat avec une cravache. Employeuse de Kukri (chargé d'enquêter sur Verse dans KOF XIV), elle se joint à la team de ce dernier et de son ami Ash dans KOF XV.
- Oswald : tueur à gages irlandais, qui est contacté par Ash pour faire équipe avec lui et Shen Woo dans KOF XI. Dans leur fin on apprend qu'Oswald a accepté la proposition de Ash en échange d'un peu d'argent et des médicaments, pour cela Ash dit à Oswald qu'il ne peut les avoir que s'il bat Shen. Il se bat avec des cartes à jouer.
- Momoko : jeune fille qui intègre l'équipe d'Athena et Kensou dans KOF XI, elle pratique le capoeira.
- Adelheid Bernstein : lui et sa sœur Rose résident sur un dirigeable appelé «Sky Noah ». Dans KoF 2003, il défiait des combattants à la demande de sa sœur, Rose.

À la différence de son père Rugal Bernstein, il est un honorable combattant, qui fait preuve d'esprit sportif, comme il le montre lorsqu'il est défait dans KoF 2003. Il a beaucoup de techniques de l'arsenal de Rugal, et porte une combinaison similaire à celle de son père. À l'occasion de KoF XI, Adelheid décide de se présenter au King of Fighters en tant que simple combattant.
- Nameless : 9999e clone de K', il est connu par NESTS sous son nom de code "Zhe Prime". Nameless ne connaissait que la douleur et la souffrance à cause de tests expérimentaux à répétition, et a vécu une existence misérable jusqu'à ce qu'il rencontre une belle mais triste infirmière nommée Isolde, il finit par tomber amoureux d'elle. Une fois que les membres du laboratoire l'ont jugé apte à brandir la flamme Kusanagi, son gant personnalisé a été greffé sur son bras gauche. Le gant est destiné à renforcer sa volonté, ce qui le rendrait théoriquement aussi adepte que Kyo. Une fois les derniers tests effectués avec son gant, il a été envoyé aux 4 coins du Monde pour tester ses capacités martiales. Nameless apprend que Isolde a été tuée à cause de ses tests et son essence a été infusée dans le gant que Nameless porte pour contrôler ses flammes. Il travaille pour NESTS dans l’espoir de pouvoir la ramener a la vie un jour ou l'autre.

SNK Playmore a créé le personnage Nameless pour KOF 2002: Unlimited Match dans le but de remplacer K9999 en raison des problèmes de droit d'auteur entourant son personnage (très inspiré de Tetsuo du film "Akira").
Le personnage revient dans KOF XV, avec un design retravaillé pour se démarquer de son modèle d'origine, et des extensions mécaniques en place de ses excroissances organiques, sous un nouveau nom : Krohnen, un individu mystérieux ayant retourné Kula contre K', et déterminé à affronter ce dernier et Kyo Kusanagi.
- Shun'ei : combattant maitrisant des pouvoirs d'illusions, il est aussi un disciple de Tung Fu Rue et l'ami de Meitenkun. Shun'ei, Meitenkun et Tung participent au tournoi XIV pour éliminer le monstre Verse qui veut anéantir le monde, il est révélé que Shun'ei possède un fragment du monstre. Une fois Verse battu, l'équipe rentre dans son temple, Shun'ei continuera à maitriser ses pouvoirs pour le bien.
- Meitenkun : un des deux nouveaux disciples de Tung Fu Rue et le meilleur ami de Shun'ei. Il est sacrément paresseux mais sait suivre les entrainements. Il combat avec un grand oreiller.
- Kukri : mystérieux combattant qui contrôle le sable pour attaquer ses adversaires. Il est vulgaire et arrogant mais a bon fond. Il se joint a l'équipe de Sylvie Paula Paula et Mian. On apprend qu'il a été embauché par Elisabeth pour retrouver Ash Crimson enfermé dans le corps de Verse. Dans KOF XV, il semble connaître Dolores ; et il se joint à l'équipe du tout récemment ressuscité Ash Crimson, et d'Elisabeth.
- Mian : danseuse d'opéra du Sichuan qui rejoint Sylvie Paula Paula et Kukri pour participer au tournoi XIV. Sa motivation à y participer est l'argent car elle en a besoin pour aider sa famille.
- Sylvie Paula Paula : jeune fille française, ancienne membre de NESTS, qui a des pouvoirs électriques (très similaires à ceux de Benimaru). Elle est très simplette et est la cible de moqueries de la part d'Angel.
- Nelson : boxeur brésilien qui a perdu un bras après un terrible accident, mais qui a pu revenir rapidement sur le ring grâce à des scientifiques qui lui ont robotisé son bras. Accompagné de Zarina et de Bandeiras, Nelson participe au tournoi pour s'emparer du championnat du monde en espérant que sa fiancée se réveillera un jour du coma. Il aurait même combattu Tizoc par le passé. On découvre que les scientifiques qui lui ont construit son bras robotique sont les responsables de son accident.
- Zarina : jeune fille colombienne qui pratique la capoeira. Elle assiste Nelson et Bandeiras (dans l'équipe South America) au tournoi dans l'espoir d'acheter les îles de son toucan de compagnie: Coco.
- Bandeiras Hattori : fan de ninjas depuis son enfance, il souhaite en devenir un mais a du mal à être pris au sérieux vu comment il s'y prend. Néanmoins, il a de bons mouvements. Il fait équipe avec ses amis Nelson et Zarina dans la "South America Team".
- Gang-Il : président de la Fédération Mondiale de Taekwondo et le maître de Kim Kaphwan. Lui et sa compagne Luong se joignent à Kim lors du tournoi XIV, ce qui met Kim très mal a l'aise avec eux.
- Luong : compagne de Gang-Il, et une spécialiste du Taekwondo. Elle ne cesse de flirter avec Kim qui n'apprécie pas du tout ça. Dans KOF XV, elle intègre la "Special Agent Team" avec Blue Mary et Vanessa, ces dernières souhaitant par la même occasion lever le voile de mystère entourant la jeune femme et ses liens avec la Howard Connection.
- Hein : nouveau membre de la Howard Connection qui est recruté par Geese et Billy pour participer au tournoi. Bien qu'il semble modeste et ne brise jamais son ton poli, il a un côté sadique et sournois, en particulier pour les adversaires de Geese. Il est plus tard révélé dans KOF XV que Hein est en réalité un agent double ayant pour but d'éliminer Geese Howard dont les raisons restent encore inconnues. Il est pour cela aidée par ses deux complices qu'il a secrètement engagé pour ce but: Luong et Ryuji Yamazaki.
- Xanadu : criminel actuellement emprisonné dans une prison souterraine. Doté d'un quotient intellectuel supérieur, Xanadu est considéré par les autres prisonniers comme un "intello" qui parle de sujets et de concepts qui sont très difficiles à comprendre. Choi et Chang se joignent lui au tournoi XIV.
- Love Heart : capitaine de l'Elicion III, un bateau des pirates de l'air, Elle se joint a Nakoruru et Mui Mui fondant la team Another World.
- Mui Mui : dernière héritière des arts martiaux du clan du dragon et une maîtresse du kung-fu qui se joint à Nakoruru et Love Heart.
- Alice : infirmière encore en stage qui participe au tournoi XIV pour prouver sa nouvelle force à Terry, dont elle est amoureuse.
- Najd : jeune combattante qui utilise la couverture de la nuit et devient une justicière pour protéger ses concitoyens. Contrairement à son apparence mystérieuse, elle étudie pendant la journée. Elle s'inscrit au tournoi pour tester ses capacités. Najd apparait dans KOF XIV comme personnage DLC. C'est d'ailleurs le seul personnage original de KOF à avoir sa première apparition en DLC.
- Isla : artiste graphiste Chilienne, et rivale de Shun'Ei, car ayant des pouvoirs similaires à ce dernier. Dans KOF XV, elle s'allie à Dolores et Heidern dans la Rival Team, à la seule condition qu'elle soit la chef d'équipe, et qu'elle ait l'occasion de vaincre Shun'Ei, dont elle ne supporte pas l'apparence ni sa personnalité.
- Dolores : géomancienne Malienne d'un âge ancien, jadis dévorée par Verse. Elle participe au 15e tournoi pour enquêter sur les conséquences de la désintégration de son "geôlier".
- Antonov : organisateur du 14e tournoi et autoproclamé "véritable King of Fighters", ce catcheur et millionnaire russe, semi-boss de KOF XIV, revient dans KOF XV comme fondateur d'une ligue de catch, pour renflouer les pertes financières de son tournoi, dues aux destructions de Verse.

## Personnages deFatal Fury
- Wolfgang Krauser : demi-frère de Geese Howard. Il est craint pour sa puissance et a vaincu plusieurs combattants. Dans Fatal Fury 2, Krauser crée son propre tournoi et envoie Axel Hawk, un boxeur, et Laurence Blood, un matador, combattre les héros de Southtown. À la finale du tournoi, il est vaincu par Terry. Krauser apparait dans The King of Fighters '96 où il fait équipe avec Geese et Mr. Big. On n'a plus entendu parler depuis longtemps de Krauser, il est supposé mort suicidé car il pensait à sa défaite contre Terry.
- Li Xiangfei : jeune fille qui travaille comme serveuse dans le restaurant de son oncle, elle utilise un style de kung-fu assez particulier. Xiangfei est enfantine et très gourmande. Elle fait équipe avec Kasumi, King et Mary dans KOF 99 et avec Hinako, Mai et encore King dans KOF 2001. Elle apparaît dans KOF 2000 comme Striker pour Kasumi.
- Duck King : DJ qui utilise ses talents de break-danseur pour combattre. Il possède un petit poussin nommé P-Chan qu'il affectionne particulièrement. Duck King aime danser et faire la fête, il traite Terry comme son rival mais le considère néanmoins comme son ami proche. Il devient jouable dans KOF XI où il est invité par Terry et Kim pour se joindre à leur équipe.
- Raiden : catcheur professionnel australien connu pour sa force brutale et son obsession de gagner. Il est un homme de main de Geese Howard dans le premier Fatal Fury mais abandonne sa méchanceté en s'alliant à Terry et ses amis, retirant son masque, se nommant Big Bear et veut toujours affronter des adversaires plus forts. Il finit par redevenir Raiden mais garde toujours sa gentillesse. Raiden apparait dans The King of Fighters XII et revient dans The King of Fighters XIII ou il fait équipe avec Kim et Hwa Jai.
- Hwa Jai : ancien champion de Muay Thai qui a été battu par son rival : Joe Higashi. Apparu initialement dans le premier Fatal Fury, il apparaît ensuite dans The King of Fighters XIII où il fait équipe avec Kim Kaphwan et Raiden pour se venger de Joe. Il utilise une bouteille qui contient une boisson spéciale qui augmente sa force et sa rapidité.
- B. Jenet : chef d'un groupe de pirates nommé les Lillien Knights. Fille d'aristocrates anglais, elle s'engage dans la piraterie pour échapper à une vie oisive et ennuyeuse. Dans KOF XI, elle convoque Gato et Tizoc pour qu'ils participent au tournoi avec elle. Jenet est très ambitieuse quand il s'agit d'argent ou de trésors, mais cela ne l'empêche pas de se faire des amis. Intéressée par les derniers événements de KOF XIV, elle revient dans KOF XV, en DLC, accompagnée de Rock Howard et Gato, en espérant tirer parti de la situation.
- Tizoc : catcheur mexicain, héroïque qui aime divertir ses fans. Il porte un masque de rapace rouge. Il fait équipe avec Terry et Joe dans KOF 2003 et avec B. Jenet et Gato dans KOF XI. Dans KOF XIV, Tizoc change de look et passe d'un archétype "Face" (gentil) à un "Heel" (méchant), se faisant appeler King of Dinosaurs pour se venger du boxeur Nelson qui l'a battu dans un match.
- Gato : maitre d'arts martiaux au caractère sérieux et agressif qui veut se venger de son père, pour le meurtre de sa mère. Sa petite sœur Hotaru cherche Gato pour savoir pourquoi il a abandonné sa famille mais ce dernier préfère l'ignorer et prétendre qu'il ne la connaît pas. Dans The King of Fighters 2003, il est obligé de participer au tournoi avec Billy et Yamazaki sous les ordres de Geese. Il fait ensuite équipe avec B. Jenet et Tizoc dans The King of Fighters XI et décline leur invitation de célébrer leur victoire, plus soucieux de continuer son objectif. Il revient dans KOF XV, une fois encore sous la houlette de B. Jenet, qui lui promet des infos sur son père, en échange de sa collaboration.
- Tung Fu Rue : mentor du père de Terry et Andy dans la saga Fatal Fury, il enseigne l'art de combat aux deux frères pour vaincre Geese (son autre ex-disciple). Il est jouable dans la version PS2 de KOF XI et revient dans KOF XIV ou il participe au tournoi avec ses deux nouveaux disciples: Shun'ei et Meitenkun.

## Personnages d'Art of Fighting
- Takuma Sakazaki (タクマ・サカザキ ; mais s'écrit également  坂崎 拓馬, Sakazaki Takuma?) est un personnage de jeu vidéo de la série Art of Fighting. Il est le père de Ryo et Yuri et leur enseigne le karate Kyokugen. Il est parfois têtu et borné (comme quand il doute des capacités suffisantes de sa fille Yuri pour participer au King of Fighters) mais a un bon fond, soucieux de protéger sa famille.
- Eiji Kisaragi : ninja qui appartient au clan Kisaragi, son clan rivalise avec la famille Sakazaki et déteste leur style de karate. Eiji n'a qu'un seul objectif les concernant : les éliminer. Plus tard, il rencontre Billy Kane qui lui propose de faire équipe avec lui et Iori Yagami, il accepte et à la fin du tournoi Iori se débarrasse d'eux mais survivent. Eiji retourne vers son clan s'entrainer pour devenir encore plus fort, il fait son retour dans The King of Fighters XI où il fait équipe avec Kasumi Todoh et Malin, elles aussi adversaires du clan Sakazaki.
- Kasumi Todoh : fille de Ryuhaku Todoh (ce dernier battu par Ryo dans Art of Fighting 1). Elle souhaite rétablir l'honneur de sa famille en défiant Ryo. Elle participe au tournoi 96 aux côtés de Mai Shiranui et King et au tournoi 99 avec King, Blue Mary et Li Xiangfei. Son père a mystérieusement disparu et elle essaye par tous les moyens de le retrouver. Dans The King of Fighters XI, elle rencontre Eiji Kisaragi et Malin et les trois font équipe pour se mesurer à l'équipe Art of Fighting.
- Mr. Big (Mr.ビッグ, Biggu de Misutā??) est un personnage de jeu vidéo de la série Art of Fighting. Il apparait pour la première fois dans Art of Fighting (1992) où il tient le rôle de sous-boss, juste avant Mr Karaté (Takuma Sakazaki). Il apparait ensuite dans Art of Fighting 2 puis The King of Fighters '96 où il devient membre de la Boss Team composée de Geese Howard et de Wolfgang Krauser.

Mr. Big est un des parrains de la pègre de Southtown. Il rejoint l'organisation criminelle de Geese Howard, et devient rapidement son bras droit. Mr. Big craignait Takuma Sakazaki, le fondateur du Kyokugenryu Karate qu'il jugeait assez fort et influent pour fragiliser son empire. Il ordonna donc l'enlèvement de Yuri Sakazaki, fille de Takuma, et força celui-ci à travailler pour lui pendant plusieurs mois.
Son plan machiavélique fut découvert lorsque Ryo Sakazaki (fils ainé de Takuma) et Robert Garcia (fiancé de Yuri et meilleur élève de l'école Kyokugenryu) se lancèrent dans le nettoyage de SouthTown afin de retrouver leur protégée.

## Personnages dePsycho Soldier
- Sie Kensou : ami proche d'Athéna, il a des pouvoirs qui ressemblent à ceux d'Athéna et participe toujours avec elle et leur mentor Chin dans les tous tournois sauf dans 2003. Il semble amoureux d'Athéna mais cette dernière préfère ignorer ses avances.

## Personnages deIkari Warriors
- Ralf Jones : un des agents de l'unité Ikari Warriors (inspiré physiquement de John Rambo) et aussi le supérieur de son fidèle ami Clark Still. Ralf est particulièrement protecteur de toutes les nouvelles recrues qui relèvent de son commandement, et fera de son mieux pour prendre soin d'eux, il est parfois arrogant et entêté. Il écorche le nom de Whip l'appelant Whippy ce qui énerve beaucoup cette dernière. Bien qu'il soit apparu dans le jeu Ikari Warriors, il apparaît même dans certains jeux de Metal Slug. Notons aussi que sa toute première apparition est dans le jeu T.N.K III.
- Clark Still : agent de l'unité Ikari Warriors, inspiré physiquement d'Arnold Schwarzenegger. Il fait toujours équipe avec Ralf et Leona. Clark a un côté sérieux et un fond très amical, il éprouve beaucoup de loyauté envers ses amis. Il apparaît aussi dans certains jeux de la licence Metal Slug.

## Arcs scénaristiques

### Saga Orochi
1800 ans avant les événements de King of Fighters, Orochi un être divin né de la nature, était le gardien de celle-ci, et possédait de grands pouvoirs. Forts de cela des adeptes humains lui vouèrent un culte et s'organisèrent en un clan. Grâce à ce clan huit puissants guerriers virent le jour et mirent à mal l'équilibre naturel. Orochi ne pouvant tolérer les destructions commises par ces guerriers, voulut supprimer l'humanité tout entière pour la punir. C'est à ce moment-là que trois familles (Kusanagi, Yata et Yasakani) se soulevèrent contre Orochi grâce à leur armes respectives (une épée, un miroir et un collier). Après l'avoir vaincu ils scellèrent son pouvoir et son âme. Mais Orochi considérait toujours l'homme comme un nuisible.
Après leur victoire, les Kusanagi sont considérés comme des héros alors que le clan Hakkesshu, la famille du collier, est bannie car ses actions lors du combat furent considérées comme insensées. Les Hakkesshu, se rendant compte que les Kusanagi sont les plus forts, décident de faire un pacte avec Orochi. En échange d'un plus grand pouvoir donné, la famille Hakkesshu s'engage à lui offrir un hôte. Le sang d'Orochi coule dès lors dans celui des Hakkesshu. Ils décidèrent de créer leur clan, les Yagami, et de faire régner la terreur. Lors de ce pacte les Hakkesshu sont surpris par les Kusanagi et ils s'affrontent. Les Yagami étant encore trop faibles et ne maîtrisant pas encore le pouvoir d'Orochi jurèrent une éternelle rivalité au clan Kusanagi.
Dans la saga King of Fighters le pouvoir d'Orochi est utilisé par Rugal grâce à son œil bionique dans The King of Fighters '95. Goenitz est celui qui a libéré l'âme d'Orochi pour obtenir plus de pouvoir et régner sur le monde dans The King of Fighters '96. A la fin du jeu, ce dernier sera massacré par Iori lors de sa crise de rage, après avoir bu du sang d'Orochi.
Dans The King of Fighters '97 Orochi organisera le tournoi pour obtenir assez d'énergie issue des combattants pour pouvoir se réincarner. Le héros de la saga Orochi est Kyo Kusanagi et son équipe la Hero Team.

### NESTS Chronicles
Dans cette saga, K', le héros, ignore ses origines, et les découvrira au fil de l'histoire ne se confrontant à l'organisation NESTS, spécialisée dans les manipulations génétiques (dont le clonage).
Dans KOF 99, il affrontera Krizalid, un officier du NESTS lui ressemblant étrangement.
Dans KOF 2000, il aura affaire au Comte Zero, un 2e officier de l'organisation, qui enverra la jeune Kula Diamond (autre expérience génétique contrôlant la glace) pour l'éliminer.
Enfin, dans KOF 2001, il défiera le 9999e clone de Kyo Kusanagi, K9999, ainsi que le chef de l'organisation NESTS, Igniz, dans sa forteresse volante.

### Tales of Ash
L'intrigue se centre autour de la Quête d'Ash Crimson pour vaincre un groupe occulte voyageant dans le temps, les "Those from the Past". Ses membres cherchent à gagner en puissance, entre autres en exploitant tout ce qui est lié à Orochi. La particularité de cet arc est que Ash, cache ses réelles motivations et joue double jeu, surtout quand il n'hésite pas à manipuler ses alliés et à leur voler leurs capacités pour atteindre son objectif !
En effet, l'un des objectifs d'Ash est de voler les artefacts antiques des 3 clans millénaires (Kagura, Yagami et Kusanagi) pour gagner en puissance.

### Saga New Age
Cette saga est centrée autour du mystère des pouvoirs de Shun'Ei, le protagoniste, qu'il partage avec l'antagoniste du 14e tournoi : Verse, une entité créée par l'effacement temporel de Ash et de Saiki de la réalité, constituée de pure énergie négative (dont les âmes de combattants aux intentions néfastes, dont Orochi, Igniz et Rugal). Vaincu par Shun'Ei et sa team à la fin du tournoi, Verse se désagrège, libérant les âmes qu'il contenait ... dont Yashiro, Chris, Shermie, et Ash Crimson !
Dans KOF XV, une entité liée à Verse (et à Orochi), nommée "Gaïa's Will" (Volonté de Gaïa) se fait de plus en plus menaçante, convainquant d'anciens participants des KOF (comme Heidern et Chizuru) de participer au 15e tournoi pour endiguer ce danger.